# Expédition Mana
L'expédition Mana vers l'île de Pâques (en polynésien : mana signifie « bonne chance ») se déroule entre mars 1913 et août 1915. Il s'agit de la première expédition archéologique à Rapa Nui organisée et financée de manière privée, précédant de plus de 40 ans l'expédition archéologique norvégienne sur l'île de Pâques de Thor Heyerdahl. L'expédition Mana est dirigée par Katherine et William Scoresby Routledge qui ne sont pas formés à l'archéologie mais qui profitent d'une bonne éducation et de leur expérience de voyages.

## Préparatifs

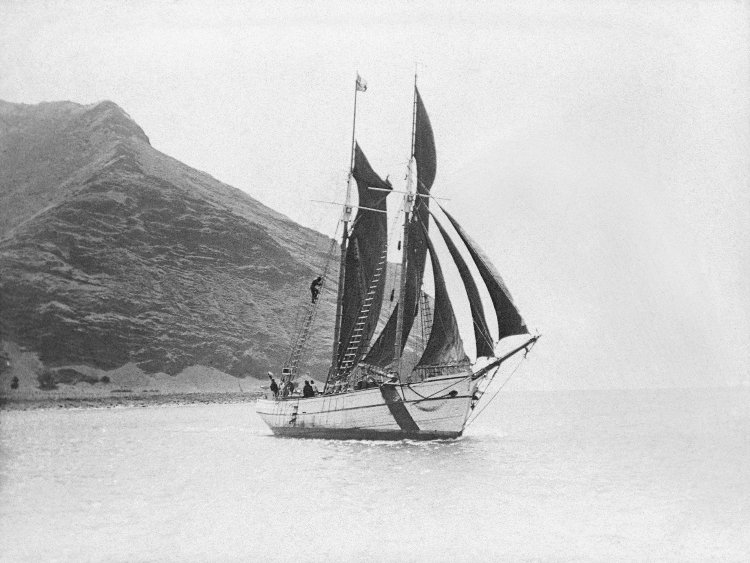
Le Mana à l'île de Pâques, 1914.

Sur les conseils du conservateur du British Museum comme Thomas Athol Joyce, le couple William Scoresby Routledge et Katherine Routledge décident de mener une expédition sur l'Île de Pâques afin d'élucider le mystère de l'écriture rongorongo. William recherche une aventure médiatisée et se laisse convaincre par l'idée d'amener un Moaï. Katherine se montre également enthousiaste après avoir découvert la statue Hoa Hakananai'a exposée au British Museum. Le couple est décidé à mener cette expédition et commence à en dessiner les grandes lignes en posant quatre questions : « Quel est le peuple à l'origine du premier peuplement de l'île ? D'où viennent-ils et de quand date leur arrivée ? Que signifient les statues ? De quelle manière ces statues sont-elles reliées aux habitants de l'île ? » Ils obtiennent de nombreux soutiens en plus du British Musem, telles que la Royal Geographical Society et la British Association for the Advancement of Science. Katherine étudie l'historique de l'île au travers des différents rapports d'expédition, mais n'obtient que des informations parcellaires. William recherche une solution pour la navigation et envisage l'achat d'une sloop. Ils recrutent également un équipage ainsi qu'un officier emprunté à la Royal Navy. En 1911, malgré l'objection de ses proches, Katherine utilises ses propres fonds pour une goélette de 90m. Charles Nicholson, concepteur maritime, prend en charge le projet. Le chantier prend du retard à cause de l'obsession de William pour certains détails. Ils font renforcer l'ensemble de la coque par précaution à la suite du naufrage du Titanic survenu en avril 1912. Enfin, à la fin du mois de mai 1912, le navire est prêt à être mis à l'eau. Ils le baptisent Mana (en polynésien : mana signifie « pouvoir spirituel »), donnant son nom à l'expédition.

## Trajet

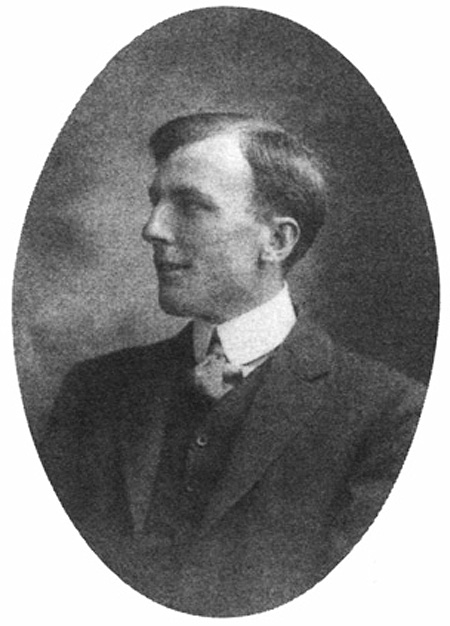
Osbert Guy Stanhope Crawford, archéologue et seul scientifique de l'expédition Mana. Il la quitte pour désaccord avec William Scoresby et qualifie l'expédition de fiasco archéologique.

Après plusieurs mois d'attente, le Mana quitte Falmouth le 25 mars 1913. Cependant, le voyage ne se déroule pas sans heurt. Après avoir dépassé Gibraltar et être sortis d'une zone de grands vents, William découvre que les nombreuses rations de pains - qu'il avait fait stocker dans la salle de bain contre l'avis des membres de l'équipages - ont roulé et pris l'eau. Plutôt que d'admettre son erreur, il juge que l'équipage peut très bien manger du pain rongé par les moisissures vertes. Cette décision est un exemple de celles qui font monter la tension de l'équipage contre le couple. Katherine décidera, lors de leur escale sur les Îles Canaries, que l'équipage achète une grande quantité de légumes. Elle vérifiera même leur qualité, provoquant la colère d'O. G. S. Crawford, le membre de l'équipage qui avait pris en charge l'approvisionnement. Ce dernier accuse le couple de faire preuve d'« avarice déplorable » et jugeant que William Scoresby n'est qu'un imposteur.
Sur le trajet entre les Îles Canaries et le Cap Vert, la tension est palpable et William cherche des prétextes pour accuser Crawford de ne pas effectuer ses tâches. Katherine joue les médiatrices afin d'éviter que son expédition perde le seul scientifique à bord. Cependant, les deux hommes refusent la conciliation. Une fois accosté à São Vicente, William ordonne à Crawford de quitte le navire après lui avoir serré la main. Plus tard, d'autres violences au sein de l'équipage trouveront racine dans l'attitude de William Scoresby qui ne parvient pas à préserver son autorité et dont la gestion des rations est critiquée.
Le mana continue son trajet et dépasse le Détroit de Magellan le 15 octobre 1913. Malheureusement, une avarie force l'équipage à s'arrêter à Punta Arenas afin d'y effectuer des réparations. Cet arrêt provoque le départ de plusieurs membres d'équipage.
Le 30 novembre, l'équipage réduit reprend le trajet et se rend en direction d'un îlot nommé Lobo Arm dans l'Île Desolación et y découvrent une nouvelle voie maritime pour la traverser. Aujourd'hui encore, cette voie porte le nom de Canal Mana,
Ils arrivent sur l'île de Pâques le 29 mars 1914. Ils établissent deux camps de base, l'un dans la région de Mataveri et l'autre dans la carrière de statues de Rano Raraku, et explorèrent également Orongo et Anakena. Le paysage déforesté suscite des inquiétudes. William Scoresby établit immédiatement le lien entre la déforestation et ses conséquences sur la population qui n'est alors représenté que d'environ 250 individus en 1914 endettés par l'esclavage et confinés à Hanga Roa.

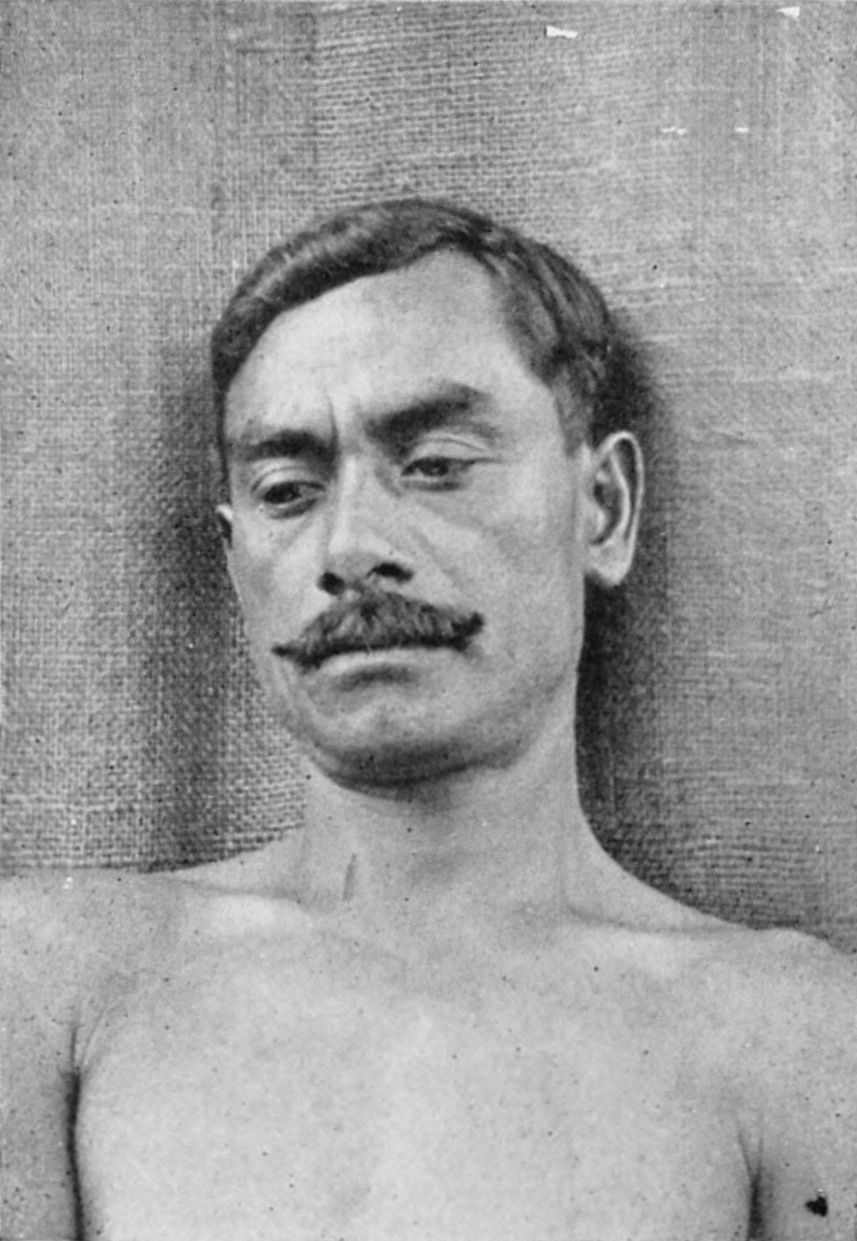
Juan Tépano

La situation sur l'île est tendue et la population Rapa Nui ne s'élève plus qu'à 250 habitants confinés à Hanga Roa, soumis à des dettes esclavagistes par les entreprises du Chili. Il ne reste que quelques personnes âgées atteints de la lèpre susceptibles de connaître leur histoire. Katherine se concentre alors sur la préservation de cette mémoire vivante avec l'aide d'un insulaire nommé Juan Tépano. L'homme fait le pont entre les Européens de l'expéditions, situés aux abords de la ferme Mataveri, et les pascuans confinés à Hanga Roa. Il ne sait rien des raisons de leur présence, et n'intervient que sporadiquement au début.
Cependant, à partir de décembre 1914, William Scoresby part pour une mission au Chili qui le garde à l'écart de l'Île de Paques pendant quatre mois. C'est à partir de cet instant que Katherine et Juan travaillent ensembles. Elle l'aide à améliorer son anglais et il lui apprend le rapanui. Afin de maximiser la récolte d'information, ils développent à deux une forme d'échange mutuel d'informations entre les habitants et les découvertes de Katherine durant son séjour. Elle présente dès lors tout document à Juan Tepano et l'investit directement dans ses recherches afin qu'il puisse les restituer.
Avec son aide, Katherine Routledge interroge les indigènes et catalogue les moai (statues géantes) et les Ahus sur lesquels ils se tenaient autrefois. Ils fouillent plus de 30 moai, rendent visite aux anciens de la tribu dans leur colonie de lépreux au nord de Hanga Roa et enregistrent diverses légendes et histoires orales, notamment celle de Hotu Matua, le culte de Tangata manu, les noms et territoires des clans et des données sur l'énigmatique écriture rongorongo ; Van Tilburg lui attribue un rôle primordial dans la préservation de la culture polynésienne indigène de Rapa Nui.
Lors de cette expédition, elle rencontre la cheffe religieuse Angata au plus fort de sa rébellion visant à gagner l'indépendance du Chili et établir un culte catholique se mêlant aux cultes Rapa Nui. Routledge tente de dissuader la « prophétesse », comme elle l'appelait, ainsi que son peuple, de poursuivre leurs raids et de tuer le bétail de l'île.

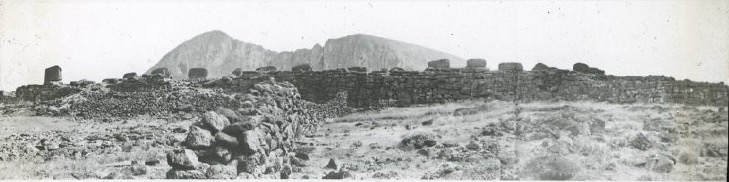
L'Ahu Tongariki fouillé, 1914. A l’époque, tous les moai sont encore renversés et il n’y a aucun palmier sur l’île.

L'une de ses découvertes est la continuité culturelle entre les sculpteurs de statues et le peuple polynésien Rapa Nui résidant sur l'île à son époque ; les motifs gravés sur le dos des statues qu'elle a fouillées comprenaient les mêmes motifs tatoués sur le dos et le postérieur des insulaires âgés de la léproserie de l'île. Comme la tradition du tatouage est supprimée par les missionnaires dans les années 1860, cette preuve primaire n'existe plus lors des expéditions ultérieures, sauf à travers ses archives,.
Pendant leur séjour, l'escadre allemande d'Asie de l'Est, comprenant les croiseurs blindés Scharnhorst et Gneisenau, et les croiseurs légers Dresden, Leipzig, Nuremberg, se positionnent au large de Hanga Roa. Tandis que l'expédition dissimule leurs principales découvertes pour les cacher aux Allemands. Au moment où les Allemands débarquent 48 marins marchands britanniques et français sont coulés, confirmant le déclenchement de la Première Guerre mondiale pour l'expédition. Ils quittent l'île en août 1915 et rentrent chez eux via Pitcairn et San Francisco. L'archéologue anglais OGS Crawford qualifie l'expédition de « fiasco archéologique ».